# Alfonso Márquez
Alfonso R. Márquez (Zamboanga, 29 marzo 1938 – 15 aprile 2020) è stato un cestista filippino.

## Carriera
Con le Filippine ha disputato i Campionati del mondo del 1959, i Giochi olimpici di Roma 1960 e quelli di Città del Messico 1968.